# مجموعة أندلسية
مجموعة أندلسية للخدمات الطبية هي مؤسسة سعودية تقدم خدمات رعاية صحية تأسست في مارس 1984 في جدة على يد د. درويش مصطفى زقزوق. تقدم المجموعة جميع التخصصات والخدمات الطبية، وتوسعت المجموعة على مدار 40 عامًا في كل من السعودية ومصر من خلال 11 فرع، إلى جانب الشركات التابعة للمجموعة في مجالات التكنولوجيا والبرمجة والبناء والتي تخدم جميع المستشفيات والمراكز التابعة للمجموعة.

## المستشفيات والمراكز التابعة
- شركة أندلسية للخدمات التقنية.[2]

### داخل السعودية
- مستشفيات:

1. مستشفى أندلسية جدة الجديد.[3]
2. مستشفى أندلسية حي الجامعة: تأسست في حي الجامعة في جدة عام 1984.[4]

- المراكز والعيادات:

1. مركز أندلسية لصحة المرأة «جدة».[5]
2. مركز أندلسية لصحة الطفل.[6]
3. مركز أندلسية لطب الأسنان بشارع المكرونة في جدة الذي تأسس عام 1989.[7]
4. مركز لو شاتو للأسنان الذي تأسس عام 2009.[7]
5. عيادات أندلسية لصحة العائلة: تم افتتاحها في عام 2005 بحي الأمير فواز والسنابل.[8]

### داخل مصر
- مستشفيات:

1. مستشفى أندلسية الشلالات: تأسست في عام 2003.[9]
2. مستشفى أندلسية المعادي: تم الاستحواذ عليها في عام 2009.[10]
3. مستشفى أندلسية سموحه: تم الاستحواذ عليها.[11]

- عيادات:

1. عيادات أندلسية المعادي.[12]
2. عيادات أندلسية أنطونيادس: تم افتتاحها في عام 2017.[13]

## أنظر أيضاً
- المواساة للخدمات الطبية
- السعودي الألماني الصحية
- مجموعة علاج الطبية
- مجموعة الحبيب الطبية
- مجموعة مستشفيات المانع
- مجموعة العبير الطبية
- مجموعة فقيه للرعاية الصحية
- مستشفيات الحياة الوطني
- مستشفيات دله
- مستشفيات الحمادي
- الوطنية للرعاية الطبية
- مجموعة ألاميدا
- مجموعة مستشفيات كليوباترا
- مجموعة مستشفيات مبرة العصافرة
- مينا هيلث بارتنرز
- قائمة المستشفيات في السعودية